# Dia d'Arafa

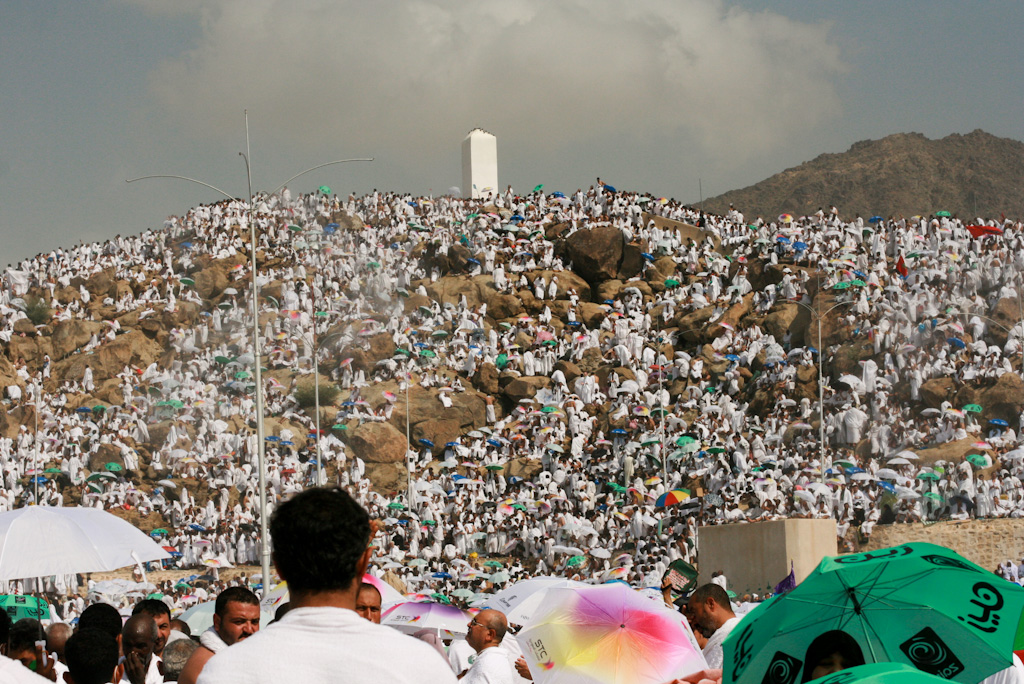
Pelegrins al mont Arafat, a la Meca.

El dia d'Arafa (àrab: يوم عرفة, yawm ʿArafa) és un dia sant de l'islam que commemora la revelació de l'últim vers de l'Alcorà, que diu que la religió ja era perfecta.
Coincideix amb el novè dia de dhu-l-hijja, el dotzè mes del calendari musulmà. Arriba uns 70 dies després de la fi del ramadà, el mes del dejuni. La tradició profètica recomana vivament fer dejuni en aquest dia per obtenir l'expiació dels pecats de l'any anterior i el vinent.
Es tracta del segon dia del pelegrinatge a la Meca. L'endemà és el primer dia de la gran celebració musulmana de la festa del Sacrifici. A trenc d'alba, els fidels musulmans parteixen de Mina i es dirigeixen al mont Arafat, el turó on Mahoma va pronunciar el seu famós sermó de comiat en l'últim any de la seva vida.